# Will-Erich Peuckert
Will-Erich Peuckert (* 11. Mai 1895 in Töppendorf, Kreis Goldberg-Haynau; † 25. Oktober 1969 in Mühltal) war ein deutscher Volkskundler, Hochschullehrer und Schriftsteller. Nachdem ihm die nationalsozialistischen Machthaber 1935 die Lehrbefugnis entzogen hatten, war er von 1946 bis 1959 Lehrstuhlinhaber für Volkskunde an der Georg-August-Universität Göttingen.

## Leben
Will-Erich Peuckert ließ sich zunächst zum Volksschullehrer ausbilden und war zwischen 1914 und 1921 in Groß Iser bei Bad Flinsberg im Isergebirge, danach ein Jahr in Breslau als Lehrer tätig. Von 1922 bis 1927 studierte er Deutsche Geschichte, Germanistik, Vorgeschichte, Volkskunde und Völkerkunde an der Universität Breslau. Im letzten Studienjahr wurde er mit der Dissertation Die Entwicklung Abrahams von Franckenberg bis zum Jahre 1641 promoviert. Ab dem folgenden Jahr war er wissenschaftlicher Mitarbeiter am Deutschen Institut der Breslauer Universität (bis 1930) und gleichzeitig Dozent für Volkskunde an der Pädagogischen Akademie, bis er sich 1932 für das Fach Volkskunde mit dem Werk Zwölf Sibyllen Weissagungen habilitierte.
Danach lehrte er als Privatdozent für Volkskunde, bis man ihm am 13. Mai 1935 die Lehrbefugnis wegen „politischer Unzuverlässigkeit“ entzog. Er hatte in mehreren Artikeln, so etwa für das Handwörterbuch des deutschen Aberglaubens, die angeblichen Ritualmorde, die von offizieller Seite den Juden zur Last gelegt wurden, in Frage gestellt. Gleichwohl hielt er es für möglich, dass „eine wissenschaftlich einwandfreie und quellenkritische Forschung“ es gestatten würde, „von mehreren exakt bewiesenen Fällen auf weitere … zu schließen“.
Aufgrund des Entzugs der Lehrbefugnis war er gezwungen, die nächsten zehn Jahre als Privatgelehrter und Schriftsteller in Haasel (heute: Leszczyna) im Katzbachgebirge auszuharren. Im Juli 1942 wurde ihm nach einer politisch unerwünschten Buchbesprechung die weitere Veröffentlichung von Rezensionen verboten.
Im Januar 1945 floh er mit seiner Familie in die Oberpfalz. 1946 folgte er dem Ruf der Universität Göttingen auf den Lehrstuhl für Volkskunde, 1959 wurde er emeritiert. Seit 1960 war er Mitglied der Deutschen Akademie für Sprache und Dichtung in Darmstadt. Seine letzten beiden Lebensjahrzehnte verbrachte er in der Engelsmühle im Odenwälder Mühltal, unweit von Darmstadt.

## Schriften

### Literarische Werke
- Passion. Ein Drama. Neue Schaubühne. Dresden 1919
- Die brennende Nacht. Drei Bücher Lieder. E. Reiß, Berlin 1921
- Apokalypse 1618. Roman. E. Diederichs, Jena 1921
- Kleine Komödie. Drama. Landhausverlag, Jena 1921
- Luntroß. Roman. Diederichs, Jena 1924
- Noack oder Die Hungerleider. Roman. Süd-Ost-Deutscher Verlag, Breslau 1925
- Die drei Männer im Berge und andere Erzählungen. Urquell-Verlag, Mühlhausen 1926
- Andreas Hofer oder Der Bauernkrieg in Tirol. Alten und neuen Berichten nacherzählt. E. Diederichs, Jena 1926
- Leben, Künste und Meinungen des viel beschrieenen Theophrastus Paracelsus von Hohenheim. Nach den Quellen erzählt. E. Diederichs, Jena 1928
- Zwei Lichte in der Welt. Geschichten aus dem Walde. E. Diederichs, Jena 1929
- Maria in der Ackerstraße. Eine Legende in neun Bildern.  Chr. Kaiser, München 1931
- Die goldenen Berge. Ein deutscher Heldenzug. P. List, Leipzig 1933.
- Heiliger Schwur. Eine Feier. Chr. Kaiser, München 1934.
- Die Spur im Heubusch. Eine Jungengeschichte von der polnischen Grenze. Wiking Verlag, Berlin 1939
- Glückskind in Krakau. Roman. Wiking-Verlag, Berlin 1939
- Liebe, Fahrten und Abenteuer des Trompeters aus der Zips. Wiking Verlag, Berlin 1939
- So lange die Erde steht. Roman. P. List, Leipzig 1941
- Heimatgemeinde Birkigt. Heitere Erzählungen. J. Bohn, Leipzig 1943
- Der Alchymist und sein Weib. Gauner- und Ehescheidungsprozesse des Alchymisten Thurneysser. Fr. Frommanns Verlag, Stuttgart 1956
- Der Krist. Volkstümlichen Überlieferungen nacherzählt. E. Diederichs, Düsseldorf/Köln 1957

### Biographien
- Das Leben Jakob Böhmes. E. Diederichs, Jena 1924
- Theophrastus Paracelsus. W. Kohlhammer, Stuttgart/Berlin 1941; 2. verbesserte Auflage ebd. 1943; 3. verbesserte und vermehrte Auflage ebd. 1944, davon Nachdrucke: Olms, Hildesheim/New York 1976 bzw. 1991, ISBN 3-487-05632-1
- Paracelsus – Die Geheimnisse: ein Lesebuch aus seinen Schriften. Mit Einl. und Kommentar von Will-Erich Peuckert. Dieterich’sche Verlagsbuchh. 1941. Taschenbuchausg. Droemersche Verlagsanstalt 1990 ISBN 3-426-04241-X
- Nikolaus Kopernikus. Der die Erde kreisen ließ. P. List, Leipzig 1943
- Sebastian Franck. Ein deutscher Sucher. R. Piper, München 1943

### Volkskundliches (Auswahl)
- Schlesische Sagen. E. Diederichs, Jena 1924; 2. Auflage E. Diederichs, Köln 1966; Neuausgabe E. Diederichs, München 1989, ISBN 3-424-00986-5; Taschenbuchausgabe Rowohlt, Reinbek 1995
- Die Sagen vom Berggeist Rübezahl. E. Diederichs, Jena 1926
- Schlesische Volkskunde. Quelle & Meyer, Leipzig 1928; Weidlich, Frankfurt 1978, ISBN 3-8128-0009-8
- Die Rosenkreutzer. Zur Geschichte einer Reformation. E. Diederichs, Jena 1928; 2. neugefaßte Auflage unter dem Titel Das Rosenkreutz. Pansophie Teil 3. E. Schmidt, Berlin 1973, ISBN 3-503-00573-0
- Volkskunde des Proletariats. I. Aufgang der proletarischen Kultur. Neuer Frankfurter Verlag, Frankfurt 1931
- Schlesiens deutsche Märchen. Ostdeutsche Verlags-Anstalt, Breslau 1932; Olms, Hildesheim/Zürich/New York 2006, ISBN 978-3-487-13314-0
- Rabe (Corvus corax). In: Hanns Bächtold-Stäubli, Eduard Hoffmann-Krayer (Hrsg.): Handwörterbuch des deutschen Aberglaubens. (= Handwörterbuch zur deutschen Volkskunde. Abteilung I: Aberglaube). 10 Bände, Berlin/Leipzig 1927–1942; Neudruck, besorgt von Christoph Daxelmüller, Berlin/New York 1987, hier: Band 7 (1935/36), Sp. 427–457.
- Pansophie. Ein Versuch zur Geschichte der weißen und schwarzen Magie. W. Kohlhammer, Stuttgart 1936; 2., überarbeitete und erweiterte Auflage. E. Schmidt, Berlin 1956.
- Schlesisch. R. Piper, München 1937, Band VII der Reihe: Was nicht im Wörterbuch steht; erweiterte Neuausgabe ebd. 1950; Weidlich, Würzburg 1985, ISBN 3-8035-1257-3
- Deutsches Volkstum in Märchen und Sage, Schwank und Rätsel. W. de Gruyter, Berlin 1938
- Kleines deutsches Sagenbuch. Rütten & Loening, Potsdam 1939
- Schwarzer Adler unterm Silbermond. Biographie der Landschaft Schlesien. H. Goverts, Hamburg 1940; Neuauflage unter dem Titel: Schlesien. Biographie der Landschaft. Claassen, Hamburg 1950
- Deutscher Volksglaube des Spätmittelalters. W. Spemann, Stuttgart 1942 (Sammlung Völkerglaube); Olms, Hildesheim/New York 1978, ISBN 3-487-06638-6
- Die große Wende. Das apokalyptische Saeculum und Luther. Geistesgeschichte und Volkskunde. Claassen & Goverts, Hamburg 1948 (zwei Bände, wieder aufgelegt 1966 in der Wissenschaftlichen Buchgesellschaft, Darmstadt)
- Wiedergeburt. Gespräche in Hörsälen und unterwegs. Weidmann, Berlin/Frankfurt 1949
- mit Otto Lauffer: Volkskunde. Quellen und Forschungen seit 1930. A. Francke, Bern 1951
- Geheimkulte. C. Pfeffer, Heidelberg 1951; W. Heyne, München 1996, ISBN 3-453-09884-6
- Schlesische Kinder- und Hausmärchen. Brentanoverlag, Stuttgart 1953
- Ehe. Weiberzeit. Männerzeit. Saeterehe. Hofehe. Freie Ehe. Claassen, Hamburg 1955, ohne ISBN[4]
- Lenore. Suomalainen Tiedeakatemia, Helsinki 1955
- Astrologie. W. Kohlhammer, Stuttgart 1960
- Verborgenes Niedersachsen. Untersuchungen zur niedersächsischen Volkssage und zum Volksbuch. O. Schwartz, Göttingen 1960
- Sagen. Geburt und Antwort der mythischen Welt. Einführungsband zur Reihe Europäische Sagen. E. Schmidt, Berlin 1965
- Pansophie. Zweiter Teil. Gabalia. Ein Versuch zur Geschichte der magia naturalis im 16. bis 18. Jahrhundert. E. Schmidt, Berlin 1967